# 발몽
《발몽》(Valmont)은 1989년 개봉한 프랑스와 미국의 로맨틱 드라마 영화이다. 밀로시 포르만이 감독과 공동 각본을 맡았으며, 피에르 쇼데를로 드라클로의 소설 〈위험한 관계〉(1782)가 영화의 원작이다.

## 출연진
- 콜린 퍼스
- 애넷 베닝
- 메그 틸리
- 퍼루자 보크
- 샨 필립스
- 제프리 존스
- 헨리 토머스
- 페이비아 드레이크
- T. P. 매케나
- 아일라 블레어
- 이언 맥니스
- 얼리타 미첼
- 로널드 레이시
- 빈센트 스키어벨리
- 상드린 뒤마

## 기타 제작진
- 배역: 엘런 체노웨스, 매기 카티에이
- 미술: 피에르 귀프루아
- 의상: 테오도르 피슈톄크